# 23030 Jimkennedy
23030 Jimkennedy (1999 XR7) là một tiểu hành tinh vành đai chính được phát hiện ngày 4 tháng 12 năm 1999 bởi C. W. Juels ở Fountain Hills.